# Jymam z Jedżu
Jymam z Jedżu także Imam lub Jimam (ur. ?, zm. 1828) – ras Begiemdyru i enderas Etiopii w czasie trwania rozbicia dzielnicowego, zwanego zemene mesafynt. 
Pochodził z dynastii Sjera Guangul. Był synem Gugsy z Jedżu i odziedziczył po nim władzę regenta cesarstwa w 1825. Jymam był w ciągłej konfrontacji ze swoim bratem Marjo. 
W przeciwieństwie do Kościoła Etiopskiego, Ras Jymam otwarcie popierał islam. Zesłał także abunę Kerelosa III do klasztoru nad jeziorem Hajk, za to że ten poparł pozycję Sost Lidet w sporze doktrynalnym dotyczącym natury Chrystusa, której to pozycji Jymam, jako przedstawiciel Tewahido, był przeciwnikiem. 
W czasie, gdy ras Jymam prowadził kampanię wojenną w Godżamie przeciwko dedżazmaczowi Goszu Zeude, inny dedżazmacz - Hajle Marjam wyruszył z prowincji Semien do Gonderu, by zmienić na tronie cesarza. W kwietniu 1826 Hajle Marjam zdetronizował dotychczasowego władcę, Gigara, a cesarzem mianował Beyde Marjama III. Gdy Jymam usłyszał o tym wydarzeniu, zaczął ścigać buntownika do Ueldebby, gdzie stoczyli razem trzydniową bitwę. Starcie zakończyło się 25 grudnia 1826 roku. Hajle Marjam uciekł z powrotem do Semienu, a Gigar ponownie zasiadł na tronie. W czasie bitwy pochwycony został syn Hajle Marjama - Uube Hajle Marjam. Dedżazmacz Meru z Dembiji zobowiązał Jymama do wypuszczenia jeńca. Niedługo potem, Jymam sprzymierzył się z Uube i razem natarli na Goszu i Meru i pokonali ich w bitwie pod Kossober z październiku 1827. Goszu uciekł do sanktuarium w Godżamie, a meru został zabity. 
Jymam z Jedżu zmarł w 1828 w Debre Tabor. Pochowano go tam w Kościele Iyasus.